# Prunus ×persicoides
Hybride
Parent  A  de l'hybridation 
  Prunus dulcis 
×

Parent   B de l'hybridation 
  Prunus persica 
Classification phylogénétique
Prunus ×persicoides est une espèce de plantes à fleurs  de la famille des Rosaceae. 
C'est un arbre hybride naturel utilisé en porte greffe pour les pêchers et les amandiers: il supporte le calcaire et résiste mieux à asphyxie racinaire que l’amandier. 